# Peremoha metróállomás
A Peremoha (ukránul: Перемога  hallgat, magyar jelentése: győzelem) a harkivi metró 30. állomása, amely a várost észak–dél irányban átszelő Olekszijivszka vonalon található. Ez a metróvonal kilencedik állomása. 2016. augusztus 19-én nyitották meg. Az állomás mellett található az Olekszijivszkij piac és a Győzelem sugárút (proszpekt Peremohi).
Az állomás a nevét a felszínen fölötte futó Győzelem sugárútról (Proszpekt Peremohi) kapta. Eredetileg az állomás neve is proszpekt Peremohi lett volna, végül a Peremoha név maradt.
Az állomás építése 1992-ben kezdődött, de pénzhiány miatt több évig állt. Az építés folytatását Mihajlo Dobkin harkivi polgármester kezdeményezte 2009-ben. Az akkor tervek szerint már 2010-ben megnyitották volna. A tervezett megnyitás következő dátuma 2012. május 7. vagy 8. lett volna, a Győzelem napjára, valamint a 2012-es labdarúgó-Európa-bajnokságra időzítve, de erre az időpontra sem sikerült befejezni. Időközben az állomásbelsőt át kellett építeni a 2015. áprilisi, a kommunizmus örökségének felszámolása céljából hozott törvényeknek megfelelően (vagyis a szovjet vonatkozású díszítő elemeket módosítani kellett).
Az állomást 2016. augusztus 19-én Petro Porosenko elnök nyitotta meg. A tényleges személyforgalom augusztus 25-én indult el.
A felszínen átszállási lehetőség áll rendelkezésre a trolibusz- és villamosközlekedéshez. Az állomás a mintegy háromszázezres lakosú olekszijivkai lakótelep számára biztosít gyors tömegközlekedési kapcsolatot.
Az állomás területén van mobil hálózati lefedettség, három szolgáltató, a Kijivsztar, a Vodafone Ukrajina és a Lifecell hálózata érhető el.